# Didon (Piccinni)

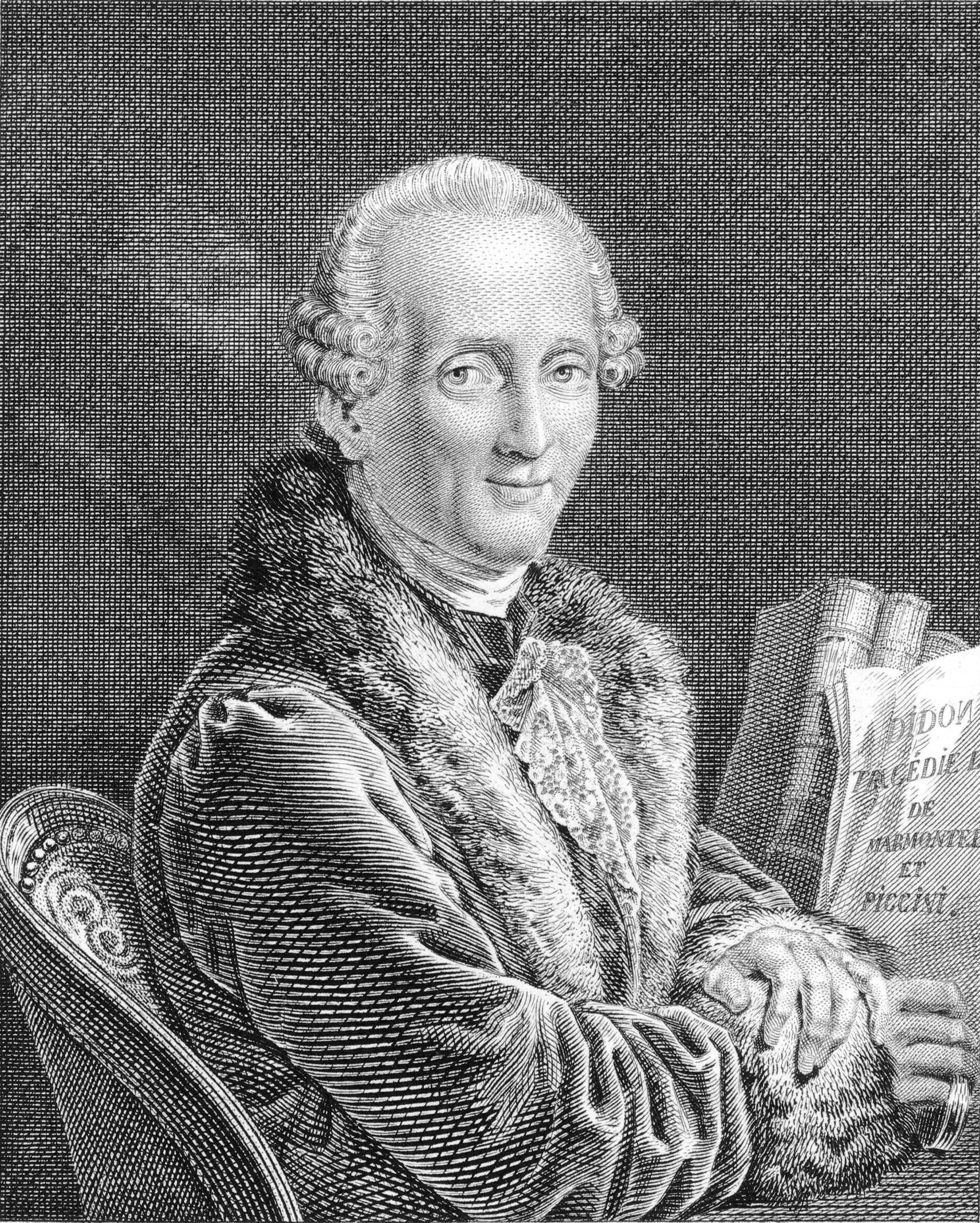
Niccolò Piccinni.

Didon (Dido) är en tragédie lyrique i tre akter med musik av Niccolò Piccinni och libretto av Jean-François Marmontel efter en bearbetning av Pietro Metastasios libretto till Giuseppe Sartis opera Didone abbanadonata (1762) samt från historien om Dido och Aeneas i Vergilius epos Aeneiden.

## Historia
Didon var Piccinnis mest framgångsrika franska opera. Tack vare sångerskan Antoinette Saint-Huberty i huvudrollen höll den sig på repertoaren i över 40 år. Operan hade premiär den 16 oktober 1783 på slottet i Fontainebleau i närvaro av det franska kungaparet Ludvig XVI och Marie-Antoinette.
Svensk premiär den 2 april 1804 på det Gustavianska operahuset i Stockholm (gästspel av ett franskt operasällskap).

## Personer
- Didon (Dido), drottning av Karthago (sopran)
- Énée (Aeneas), prins av Troja (tenor)
- Iarbe, en afrikans kung (basbaryton)
- Phénice, Didos förtrogna (sopran)
- Elise, Didos syster (sopran)
- Iarbes förtrogne (basbaryton)
- Plutons präster (basbarytoner och tenorer)
- En skugga (basbaryton)

## Handling
Didon slits mellan lojaliteten mot sin döde make och kärleken till Énée. Kung Iarbas friar och Didon kan endast med taktfull list avvisa anbudet. Ödet ber Énée att fara till Italien men kärleken ber honom stanna. Kriget mot Iarbas är oundvikligt. Énée återvänder segerrik från striden men lämnar Didon efter en varning från faderns ande. Didon begår självmord och invånarna i Karthago svär evigt hat till Énée och hans ätt.